# Lonchaea didymosa
Lonchaea didymosa är en tvåvingeart som beskrevs av Mcalpine 1964. Lonchaea didymosa ingår i släktet Lonchaea och familjen stjärtflugor. Inga underarter finns listade i Catalogue of Life.